# Louis Dangeard
Louis Dangeard, mit vollem Namen Louis Marie Bernard Dangeard (* 29. April 1898 in Poitiers; † 15. April 1987 in Paris) war ein französischer Geologe und Meereskundler. Er war der Sohn des Botanikers und Mykologen Pierre Clément Augustin Dangeard. Sein Bruder war der Botaniker Pierre Jean Louis Dangeard.

## Leben und Wirken
Louis Dangeard wurde am 29. April 1898 in Poitiers als jüngstes von vier Geschwistern geboren. Sein Vater war 1891 aus Caen gekommen und hatte eine Professorenstelle an der Academie des Sciences angetreten. Im Jahr 1909 zog die Familie – zwischenzeitlich waren seine Mutter und der älteste Bruder gestorben – aus beruflichen Gründen nach Paris. Der Vater hatte dort eine Anstellung an der Naturwissenschaftlichen Fakultät erhalten.
Louis Dangeard studierte in Paris Geologie und ging 1919 als préparateur an die Naturwissenschaftliche Fakultät nach Rennes. 1923 wurde er fest angestellt und 1928 wurde er Assistent. In der Zeit von 1922 bis 1927 nahm er an sieben Fahrten zur Meereserkundung teil. Sie wurden von Jean Charcot mit dem Forschungsschiff Pourquoi Pas ? durchgeführt. Zielgebiete waren die Nordsee, der Golf von Biscaya und besonders der Ärmelkanal. Hauptfokus für Dangeard war die Untersuchung des Meeresbodens. Im Jahr 1928 wurde er mit einer Doktorarbeit über den Meeresboden des Ärmelkanals promoviert.
Im Jahr 1930 wurde Dangeard an die Naturwissenschaftliche Fakultät nach Clermont-Ferrand berufen, wechselte aber bereits 1933 auf den Lehrstuhl für Geologie an der Faculté des Sciences in Caen (Nachfolge von Alexandre Bigot). In seiner wissenschaftlichen Arbeit widmete er sich vor allem der Sedimentologie und der Petrographie. 1939 publizierte Dangeard eine lithologische Karte der Frankreich umgebenden Meere.
Bereits im Januar 1926 hatte Louis Marie Bernard Dangeard die 22-jährige Louise Marie Joseph Marcille (1902–1980) geheiratet. Aus der Ehe gingen die sechs Kinder Henri, Yves, Alain, Anne, Armelle und Gilles Louise Marie hervor. Seinen Lehrstuhl in Caen verließ Louis Dangeard im Jahr 1968. Seine Frau starb 1980, er selbst 1987 im Alter von 88 Jahren.

## Mitgliedschaften und Ehrungen
Louis Dangeard war Mitglied der Französischen Geologischen Gesellschaft, die ihn 1955 zu ihrem Präsidenten wählte.
Ihm zu Ehren wurde noch zu seinen Lebzeiten ein riesiges unter dem Ärmelkanal liegendes Flusstal als Fosse Dangeard benannt.

## Schriften
- Observations de géologie sous-marine et d'océanographie relatives à la Manche (= Annales d'Institut Océanographique, nouvelle serié, Bd. 6). Blondel, Paris 1928.
- mit Pierre Frémy: Observations sur le Botryococcus Braunii Kützing actuel et fossile. In: Annales de paléontologie, Jg. 27 (1939), Nr. 4, S. 117–136.
- Etudes sur la Mer Rouge et la région de Djibouti. Societé linnéenne de Normandie, Caen 1941.
- La Normandie (= Géologie Régionale de la France, Bd. 7; = Actualités Scientifiques et Industrielles, Bd. 1140). Hermann & Cie, Paris 1951.
- Photographie Sous-Marine et Geologie. In: Cahiers Océanographiques, herausgegeben vom Service Hydrographique de la Marine, Nr. 4 (1965), S. 255–270.